# Ion Făgărășanu
Ion Făgărășanu (n. 14/27 septembrie 1900, București, România – d. 11 aprilie 1987, București, România) a fost un medic român, membru titular al Academiei Române. Este medicul care a intervenit chirurgical asupra ulcerului sângerând al lui Leontin Sălăjan, intervenție ce a dus, în cele din urmă, la o peritonită și, ulterior, la decesul lui Sălăjan.

## Distincții
- Ordinul Muncii clasa a II-a (1 februarie 1958) „pentru conștiinciozitatea de care au dat dovadă în îndeplinirea sarcinilor de serviciu”[1]
- titlul de „Medic Emerit al Republicii Populare Romîne” (31 decembrie 1962) „pentru merite excepționale și realizări deosebite in domeniul ocrotirii sănătății oamenilor muncii”[2]